# Иман Ле Кэйр
Иман Ле Кэйр — египетская танцовщица, хореограф, актриса и активистка за права ЛГБТ из Нью-Йорка.

## Биография
Ле Кэйр была танцовщицей и хореографом в Каирском оперном театре. В 2008 году ей пришлось бежать из Египта в США, чтобы избежать преследований за принадлежность к ЛГБТ-сообществу, там она получила политическое убежище. Ле Кэйр живёт в Нью-Йорке и работает художницей, танцовщицей и актрисой. Она стала представительницей городских ЛГБТ-сообществ, а также Файер-Айленд-Пайнс и Черри-Гроув.
В 2017 году Ле Кэйр появилась в музыкальном клипе Золиты Fight Like a Girl, а в 2021 году сыграла Лейлу в фильме «Процесс Шуроо», сценарий и постановку которого исполнил Эмрис Купер.
Убийство Джорджа Флойда в мае 2020 года и самоубийство Сары Хегази, лесбиянки, которая была заключена в тюрьму за демонстрацию радужного флага на концерте, осуждающем безжалостное подавление прав ЛГБТ в Египте, побудили Ле Кэйр более активно участвовать в защите прав ЛГБТ.
Во время пандемии COVID-19 Ле Кэйр помогла большому количеству транс-персон бежать из их родных стран, где они подвергались преследованиям. Она присоединилась к Ассоциации трансэмиграции, которая помогает транс-персонам переехать в более безопасные страны, и стала там членом правления и менеджером по связям с арабскими странами. В 2021 году она основала сестринскую организацию Trans Asylias, которая помогает транс-персонам искать убежище.

## Награды и признание
В 2021 году Ле Кэйр вошла в список 100 женщин года по версии Би-би-си.